# Radliczyce
Radliczyce – wieś w Polsce, położona w województwie wielkopolskim, w powiecie kaliskim, w gminie Szczytniki.
| SIMC    | Nazwa  | Rodzaj     |
| ------- | ------ | ---------- |
| 0210051 | Pieńki | przysiółek |

W latach 1954-1959 wieś była siedzibą gromady Radliczyce, po jej zniesieniu w gromadzie Rajsko. W latach 1975–1998 wieś administracyjnie należała do województwa kaliskiego.

Miejscowość Radliczyce leży na południowy wschód od Kalisza. 
- od Jana Radlicy, biskupa krakowskiego od roku 1382, lekarza królów polskich i francuskich, który urodził się w Radliczycach
- Stanisława Radlickiego, który miał w panowaniu wieś w XVI w.
- radeł, które były tutaj wyrabiane

W wieku XIX i XX wieś była w posiadaniu rodziny Szcześniewskich. Ostatnim właścicielem był Zawadzki, który zarządzał nią do początku II wojny światowej.
Wieś na początku swego istnienia liczyła 16 zagród i 139 mieszkańców z folwarkiem. Na obszarze dworskim znajdowała się gorzelnia, cegielnia i młyn oraz pokłady margli i torfu. Wieś bardzo powoli się rozwijała. W drugiej połowie XIX w. liczyła 30 zagród. W roku 1905 ukończono budowę linii kolejowej. Do dziś zachował się pałacyk obok którego znajduje się nowoczesna szkoła o współczesnej architekturze, która została oficjalnie oddana do użytku 6 września 2000 roku. W miejscowości znajduje się kaplica pod wezwaniem św. Maksymiliana Marii Kolbe, która została wybudowana w latach 80 i przynależy do parafii Rajsko.